# Озерище
Озери́ще — село в Україні, у Черкаському районі Черкаської області. Входить до складу Ліплявської сільської громади. Розташоване за 22 км від міста Канів.
Назва пішла від чотирьох озер, які розташовувалися на території села.
Протяжність доріг — 7 км, з твердим покриттям — 2 км, водогін — 8,2 км.
Із заходу і півночі село оточене лісами Білоозерського національного природного парку.
До середини XX століття на захід від села знаходився хутір Свининці, згаданий у творі Уласа Самчука «Морозів хутір» (1948).

## Історія

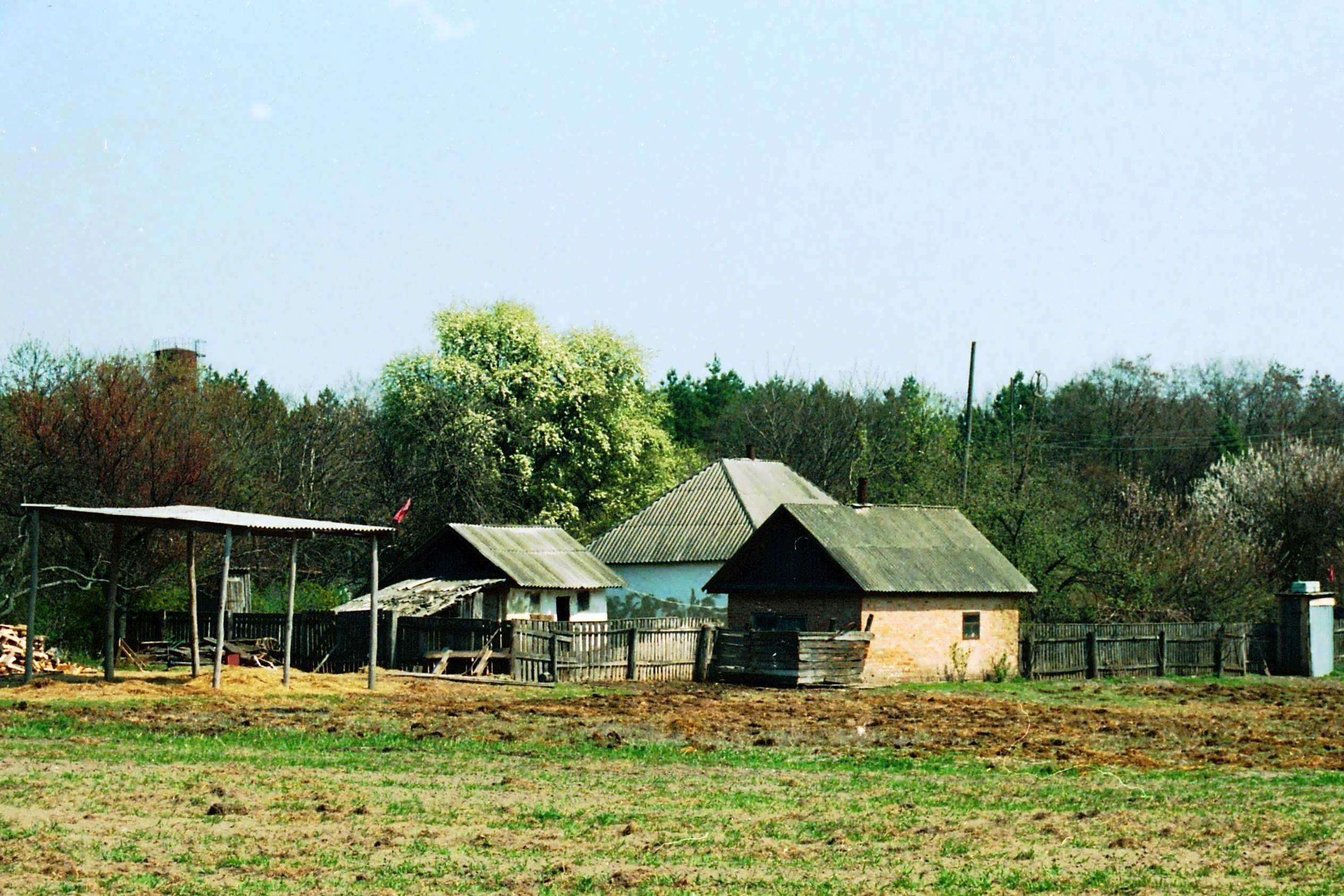
Будинки біля лісу.

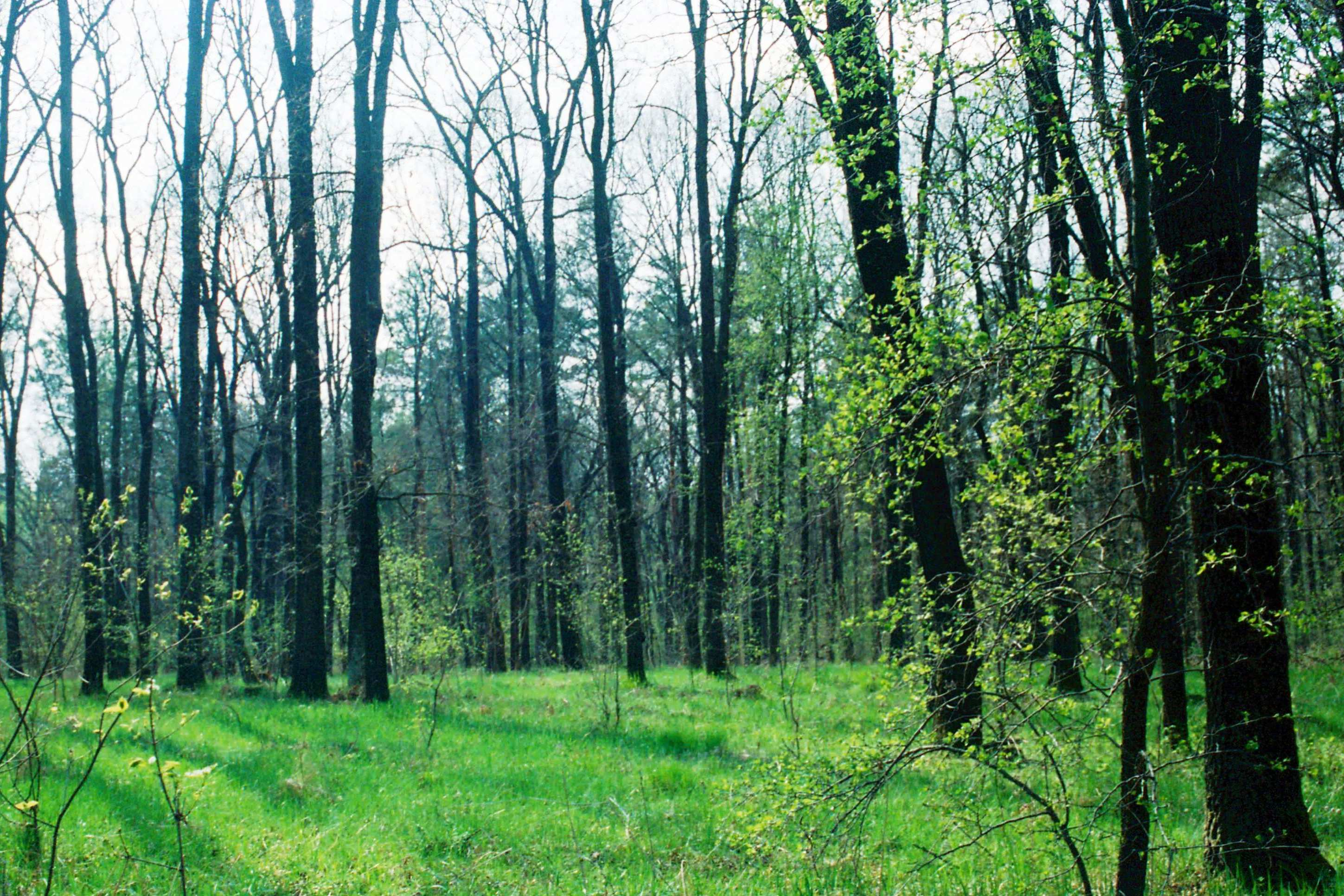
Дубовий ліс біля села Озерище Черкаської області у квітні.

У «Списку наявних у Малоросійській губернії селищ 1799—1801 років» в Переяславському повіті зазначений хутір Озерянській з населенням у 15 душ.
Населений пункт Озерищі згадується у книзі історика Володимира Кривошеї «Генеалогія українського козацтва. Переяславський полк», як такий, що входить до складу Переяславського полку Війська Запорозького.
Під назвою Озерище село відоме з 1800 року.
Станом на 1832 рік Озерище було хутором села Хоцьки в якому розміщувався маєток поміщика Костянтина Ілляшенка.
Відповідно до метричної книги церкви Архістратига Михаїла на середину XIX століття на хуторі проживало 11 дворових людей та 58 селян.
Українська письменниця в діаспорі Марія Лівицька згадує Озерище у своєму творі «На грані двох епох». У книзі зокрема зазначається, що за переказами свідків у маєтку поміщиків Ілляшенків час від часу з'являвся привид жінки. Місцеві це пояснювали тим, що один із дуже давніх власників маєтку був надзвичайно жорстокою людиною та займався катуваннями. Після того, як будинок маєтку було розібрано під його фундаментом було виявлене масове поховання замордованих людей.
На карті 1857 року поселення позначене, як хутір Озерище, що нараховував 15 дворів. Будівлі хутора розташовувалися в лісі навколо озера, поруч з Ліплявським шляхом який зєднував села Хоцьки та Ліпляве.
1860 року біля села був утворений хутір Роздол-Березовий. Першим його поселенцем був уродженець села Ліпляве Береза А. С., який купив ці землі у пані Дорошкевич. Куплені землі він перепродував іншим селянам з правобережжя (родини Колісники, Царенки, Малуші та інші).
На початку XX століття нa кошти пана Завойка була збудована невелика дерев'яна церква Святого Костянтина. У 1930-ті роки під час колективізації церкву переобладнали під зерносховище. Згодом в її приміщенні була школа.
У 1921 році неподалік села відбувся бій між повстанським загоном отамана Чорного (Гаврила Куреди) та більшовицькими військами, у якому повстанці здобули перемогу.
Не оминув село і Голодомор в Україні (1932—1933), набагато пізніше у пам'ять про померлих було встановлено у селі пам'ятний знак у вигляді хреста.
Перший колгосп «Перебудова» очолив Чередніченко І. О.
В роки Другої світової війни поблизу села йшли запеклі бої. В центрі села знаходиться монумент і братська могила радянським воїнам. На сторінках обласної преси своїми спогадами про ці часи ділиться уродженець села Володимир Сухина. Він зокрема зазначає звірства нацистського коменданта із тодішнього райцентру Гельмязова та начальник поліції. Проте сільський староста Тихон Дмитрович намагався допомагати односельцям. Під час наступу Червоної армії у 1943 році селяни тікали подалі від Дніпра, щоб не потрапити під випадковий обстріл з боку Канева. У приміщенні колишньої церкви, яка в той час використовувалася, як школа, був госпіталь, куди підвозили поранених під час битви за Дніпро (померлих було поховано в безіменній братській могилі на цвинтарі через дорогу).
1 жовтня 1941 року у селі зупинявся культовий радянський письменник Аркадій Гайдар, який разом із загоном полковника Орлова намагався вийти з німецького оточення. Переховуючись від німців у навколишніх лісах Гайдару вдалося налагодити чисельні знайомства з мешканцями села. Згодом Гайдар приєднався до партизанського загону Горєлова, який через деякий час був розгромлений.
Крім загону Горєлова у навколишніх лісах діяв також партизанський загін імені Чапаєва. Партизани загону для конспірації носили форму поліцаїв. Активних бойових дій не вели, обмежуючись диверсійною роботою.
Перед побудовою Канівського водосховища і затопленням сіл, деякі мешканці сусіднього села Решітки переселилися в довколишні села, зокрема й Озерище (Реви, Савченки, та інші сім'ї). Тоді ж в братській могилі на цвинтарі села (той самий, де розташована братська могила померлих в Другій світовій війні) було перепоховано померлих з Решіток, а на місці перепоховання поставлено білий стальний хрест. За розповідями Реви В. В., уродженця села, всі цінності що були в могилах було вкрадено наймитами що робили перепоховання.
Найбільшого розвитку село зазнало в 1964—1967 роках, коли головою колгоспу був П. П. Чередник. При ньому було збудовано ферми для худоби, сільський клуб, тракторну бригаду, дитячий садок. Згодом колгосп було розформовано, а його землі та господарство передані до радгоспу імені Гайдара, з центральною садибою у селі Ліпляве.
У 1994 році Національна академія наук України проводила археологічну експедицію по населеним пунктам і їх околицях лівобережжя Канівського водосховища, серед інших поблизу села Озерища були знайдені пам'ятки різних епох у тому числі давньоруські.

### Адміністративне підпорядкування
До 1923 року село належало до Хоцьківської волості Переяславського повіту Полтавської губернії.
У часи УНР з 1918 по 1919 роки входило до складу землі Переяславщини.
Після 1923 року село підпорядковано до Гельмязівського району Золотоніської округи, в 1925 разом з районом перейшло до Черкаської округи, а з утворенням Київської області до її складу.
Під час нацистської окупації 1942–1943 Гельмязівський район належав до Золотоніського ґебіту Райхскомісаріату Україна.
До 1963 року село продовжувало перебувати у складі Гельмязівському району, який до 1937 року належав до Київської, потім до 1954 до Полтавської області. Після ліквідації Гельмязівського району село перейшло на короткий час до Драбівського району, а з 1965 входить до складу Канівського району Черкаської області
До 1989-го року включно село підпорядковувалася Ліплявській сільській раді.

## Населення
Населення села становить 238 особи 179 дворів (2016, 314 осіб в 2001)[джерело?].

### Мовний склад
Рідна мова населення за даними перепису 2001 року:
| Мова       | Чисельність, осіб | Доля     |
| ---------- | ----------------- | -------- |
| Українська | 284               | 90,45 %  |
| Російська  | 30                | 9,55 %   |
| Разом      | 314               | 100,00 % |

## Сучасність
В селі знаходиться церква Адвентистів сьомого дня. Храмове свято 4 листопада — Ікони Казанської Богоматері.
В селі працюють клуб, бібліотека, фельдшерсько-акушерський пункт.
Село має автобусний зв'язок з райцентром.

## Відомі люди
Багато односельців отримали різні нагороди: К. Й. Борзова нагороджена орденом Дружби народів, В. Ф. Хроленко та В. І. Бондар — орденами Трудової Слави, К. Л. Шаблевська — орденом Трудового Червоного Прапора.
В 1930-ті роках в селі жив вчитель Омелько Лисак, який організовував вистави для селян.
К. Д. Щербак — художник, картини якого й досі можна знайти в домівках односельців.